# Ванцлебен-Берде
Ванцлебен-Берде (нім. Wanzleben-Börde) — місто в Німеччині, розташоване в землі Саксонія-Ангальт. Входить до складу району Берде.
Площа — 188,07 км2. Населення становить 13 821 ос. (станом на 31 грудня 2021).